# Las Flores
Las Flores es una ciudad argentina, cabecera del Partido de Las Flores, ubicado en el centro de la Provincia de Buenos Aires  Además de la agricultura y la ganadería —base de la economía de toda la región—, Las Flores se destaca por la producción industrial de indumentaria.
Su principal acceso es la Ruta Nacional 3, a 195 km de Buenos Aires. También está vinculada con las rutas provinciales RP 30, RP 61 y RP 63.
Actualmente, Las Flores cuenta con un Parque Industrial ubicado sobre el acceso de Ruta Nacional 3. En el mismo, se instalaron empresas de producción de calzado, textil entre otras pymes. 
Cuenta con una Reserva Natural dentro de la cual se encuentra el Parque Plaza Montero. En los alrededores del Parque existen numerosos complejos de alejamiento destinados al turismo (cabañas y fincas). Dentro del Parque se observa la Laguna del Difunto Manuel, destacada por sus especies de flora y fauna.
Además, la ciudad posee un Jardín Botánico y un Museo Histórico que es visitado por los turistas. 
Las Flores cuenta con un Hospital Zonal que es referencia para los municipios vecinos.  

## Historia
Cuando el gobernador de Buenos Aires Juan Manuel de Rosas creó el partido de Las Flores las tierras pertenecían casi en su totalidad a él mismo y sus parientes. 
Con la caída de Rosas en la Batalla de Caseros, sus campos son expropiados, y el 25 de marzo de 1856 Manuel Venancio Paz resuelve fundar la ciudad de "El Carmen de Las Flores", secundado por el agrimensor Adolfo Sourdeaux, quien realizó la delimitación del tejido urbano. Aunque en el lugar ya existían algunas edificaciones anteriores al poblado, el progreso edilicio fue lento, lo cual no impidió que antes de 1860 ya existieran en el lugar un templo católico, una comisaría y una escuela. Como en tantos otros poblados, la llegada del ferrocarril en 1872 significó un renovado impulso a la localidad. Pronto llegarían una sucursal del Banco de la Provincia de Buenos Aires, la remodelación de la plaza principal, un periódico y la luz eléctrica y el gran arribo de una inmigración europea y de medio oriente.
Durante el siglo XX la instalación de dos importantes empresas textiles dieron un perfil industrial a la ciudad. Al igual que en Pergamino y otras ciudades de la provincia de Buenos Aires, el cierre de las fuentes de trabajo causó la apertura de numerosos pequeños talleres que sostuvieron la actividad con el tiempo, llegando a crear la Cámara Industrial Indumentaria de la Provincia de Buenos Aires. En 1996 se crea la Extensión Universitaria de Las Flores, que acercó los estudios terciarios por primera vez a los ciudadanos a partir de la reinauguración de la empresa GATIC/ADIDAS con convenios con varias instituciones académicas privadas y estatales. En 2005 la empresa Indular compró los activos rematados de la quebrada empresa GATIC, y reinauguró la fábrica de Las Flores que pasó a especializarse en la confección de prendas.

## Toponimia
Su nombre lo debe a la gran cantidad de verbenas halladas al margen del arroyo Las Flores por una expedición que envió el virrey Juan José de Vértiz y Salcedo.

## Población
Cuenta con 29.457 habitantes en la ciudad y 4209 en el zona rural según estimaciones privadas. 
| Gráfica de evolución demográfica de Las Flores entre 1869 y 2010 |
|                                                                  |
| Fuentes: INDEC                                                   |

## Clima
| Parámetros climáticos promedio de Las Flores Aero, 1991-2020 | Parámetros climáticos promedio de Las Flores Aero, 1991-2020 | Parámetros climáticos promedio de Las Flores Aero, 1991-2020 | Parámetros climáticos promedio de Las Flores Aero, 1991-2020 | Parámetros climáticos promedio de Las Flores Aero, 1991-2020 | Parámetros climáticos promedio de Las Flores Aero, 1991-2020 | Parámetros climáticos promedio de Las Flores Aero, 1991-2020 | Parámetros climáticos promedio de Las Flores Aero, 1991-2020 | Parámetros climáticos promedio de Las Flores Aero, 1991-2020 | Parámetros climáticos promedio de Las Flores Aero, 1991-2020 | Parámetros climáticos promedio de Las Flores Aero, 1991-2020 | Parámetros climáticos promedio de Las Flores Aero, 1991-2020 | Parámetros climáticos promedio de Las Flores Aero, 1991-2020 | Parámetros climáticos promedio de Las Flores Aero, 1991-2020 |
| Mes                                                          | Ene.                                                         | Feb.                                                         | Mar.                                                         | Abr.                                                         | May.                                                         | Jun.                                                         | Jul.                                                         | Ago.                                                         | Sep.                                                         | Oct.                                                         | Nov.                                                         | Dic.                                                         | Anual                                                        |
| ------------------------------------------------------------ | ------------------------------------------------------------ | ------------------------------------------------------------ | ------------------------------------------------------------ | ------------------------------------------------------------ | ------------------------------------------------------------ | ------------------------------------------------------------ | ------------------------------------------------------------ | ------------------------------------------------------------ | ------------------------------------------------------------ | ------------------------------------------------------------ | ------------------------------------------------------------ | ------------------------------------------------------------ | ------------------------------------------------------------ |
| Temp. máx. abs. (°C)                                         | 39.5                                                         | 36.5                                                         | 35.6                                                         | 33.5                                                         | 31.0                                                         | 25.0                                                         | 28.4                                                         | 32.5                                                         | 33.0                                                         | 32.5                                                         | 36.4                                                         | 39.4                                                         | 39.1                                                         |
| Temp. máx. media (°C)                                        | 29.7                                                         | 28.4                                                         | 26.2                                                         | 22.1                                                         | 18.1                                                         | 14.7                                                         | 13.9                                                         | 16.5                                                         | 18.4                                                         | 21.4                                                         | 25.0                                                         | 28.4                                                         | 21.9                                                         |
| Temp. media (°C)                                             | 22.6                                                         | 21.4                                                         | 19.4                                                         | 15.4                                                         | 12.0                                                         | 9.0                                                          | 8.1                                                          | 10.2                                                         | 12.1                                                         | 15.4                                                         | 18.4                                                         | 21.2                                                         | 15.4                                                         |
| Temp. mín. media (°C)                                        | 15.2                                                         | 14.7                                                         | 13.0                                                         | 9.7                                                          | 6.8                                                          | 4.1                                                          | 3.2                                                          | 4.8                                                          | 6.4                                                          | 9.4                                                          | 11.9                                                         | 14.1                                                         | 9.4                                                          |
| Temp. mín. abs. (°C)                                         | 4.2                                                          | 2.7                                                          | 1.1                                                          | -1.9                                                         | -6.0                                                         | -6.6                                                         | -6.7                                                         | -6.5                                                         | -5.2                                                         | -3.1                                                         | -0.4                                                         | 1.8                                                          | -6.7                                                         |
| Precipitación total (mm)                                     | 95.1                                                         | 101.9                                                        | 105.1                                                        | 102.7                                                        | 51.4                                                         | 47.1                                                         | 40.4                                                         | 55.5                                                         | 61.4                                                         | 95.7                                                         | 79.4                                                         | 67.5                                                         | 903.2                                                        |
| Días de precipitaciones (≥ 0.1 mm)                           | 7.6                                                          | 7.1                                                          | 7.8                                                          | 8.1                                                          | 6.3                                                          | 6.6                                                          | 6.3                                                          | 5.9                                                          | 6.6                                                          | 9.0                                                          | 8.2                                                          | 7.7                                                          | 87.1                                                         |
| Humedad relativa (%)                                         | 36.7                                                         | 40.4                                                         | 46.7                                                         | 49.4                                                         | 54.5                                                         | 61.4                                                         | 67.5                                                         | 69.2                                                         | 64.5                                                         | 55.5                                                         | 45.4                                                         | 39.2                                                         | 52.5                                                         |
| Fuente: Servicio Meteorológico Nacional                      |                                                              |                                                              |                                                              |                                                              |                                                              |                                                              |                                                              |                                                              |                                                              |                                                              |                                                              |                                                              |                                                              |

## Turismo
El Partido de Las Flores cuenta con numerosos parques y espacios verdes destinados a sectores de camping. Como en el resto de la cuenca del Río Salado, las lagunas y arroyos son abundantes, siendo principalmente atractivos para los pescadores. 
Sobre el tejido urbano, cuenta con su principal atractivo turístico, el Parque Plaza Montero donde se encuentra la Laguna del Difunto Manuel. En el mismo, se disponen áreas de camping, zonas de esparcimiento y deportes entre otras actividades al aire libre. Además, la Laguna cuenta con una rambla que se extiende en todo su perímetro, donde se pueden avistar especies que hacen a la flora y fauna del lugar. 
La ciudad además cuenta con un Jardín Botánico y un Museo Histórico (patrimonio cultural). 
El Palacio Municipal, concluido en 1878, es un bellísimo rescate de la arquitectura italianizante  de esos años. Es producto del diseño del arquitecto italiano Pedro Petrocchi, y decoración del estucador y decorador italiano Felipe Fiori.

## Deportes

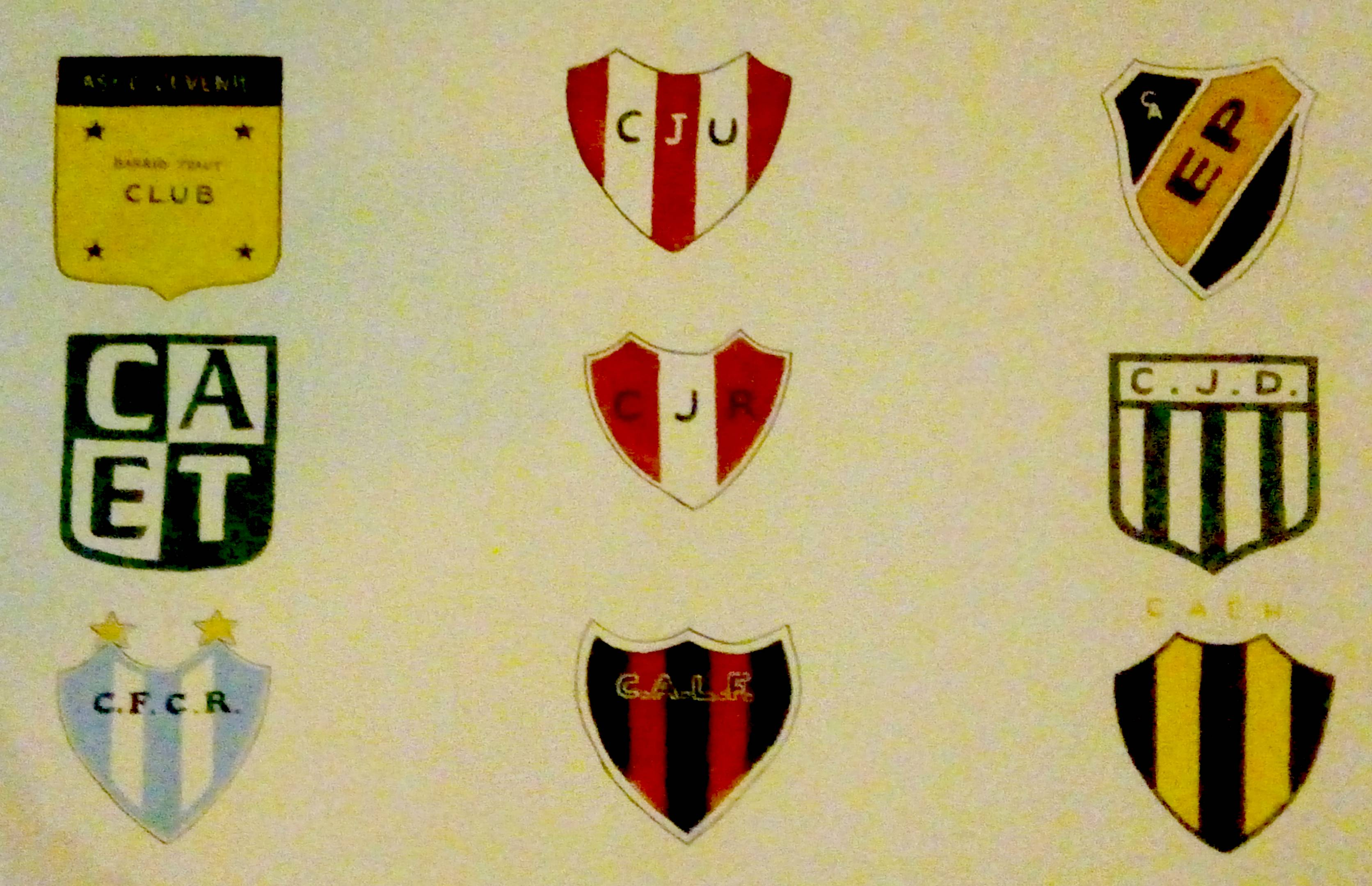
Escudos en la sede de la Liga de Fútbol de Las Flores.

Durante las décadas de 1970, 1980 y 1990, la ciudad contó con el Autódromo Parque General San Martín donde se desarrollaron, entre otras competencias nacionales, competiciones de Turismo Carretera y TC2000. Actualmente, el mismo está destinado a actividades recreativas y de paseo. 
Es importante la cantidad de clubes de fútbol, entre los que se destacan Ferrocarril Roca, equipo que logró en 2014 el ascenso al Torneo Argentino B, y el Club Atlético El Taladro, que tuvo una excelente participación en el Torneo del Interior 2009.
Además, Las Flores es la Capital Nacional del Rally en Argentina, gracias al gran desempeño de los hermanos Patronelli en dicha actividad.
Se llevan a cabo competiciones de canotaje en la Laguna del Difunto Manuel, así como también carreras de ciclismo a nivel provincial, maratones, etc.

## Medios de Comunicación

### Radiales
- Condor (FM 89.7 MHz)
- Nueva Vida (FM 90.1 MHz)
- Aire (FM 90.9 MHz)
- Alpha (FM 91.5 MHz)
- Red María (FM 91.9 MHz)
- Urbana (FM 92.7 MHz)
- Universal (FM 93.5 MHz)
- Racsol (FM 94.1 MHz)
- Aspen (FM 95.3 MHz)
- Ciudad (FM 96.3 MHz)
- Energy (FM 97.3 MHz)
- La Rosa (FM 102.9 MHz)
- VOX (FM 104.5 MHz)
- Mide (FM 107.1 MHz)
- Play Radios (FM 107.7 MHz)
- LU29 Radio Las Flores (AM 1210 kHz)

### Televisivos
- Canal 3 Las Flores Color Visión
- Canal Aire - La Ciudad en vivo

### Portales digitales
- FM Alpha
- Noticias Las Flores
- Las Flores TV
- Las Flores Digital